# Haboro (Hokkaidō)
Haboro (jap. 羽幌町, -chō) ist eine Kleinstadt im Landkreis Tomamae in der Unterpräfektur Rumoi auf Hokkaidō.

## Etymologie
Der Name Haboro stammt von Ainu haboropetsu, was „Becken eines breiten Flusses“ bedeutet.

## Geografie

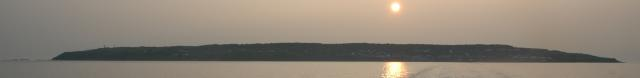
Yagishiri

Zum Stadtgebiet von Haboro zählen die vorgelagerten Inseln Teuri (天売島, -tō) und Yagishiri (焼尻島, -tō). Beide gehören zum Shokambetsu-Teuri-Yagishiri-Quasinationalpark (暑寒別天売焼尻国定公園).
Weiterhin befinden sich innerhalb der Stadtgrenzen der 1.032 m hohe Berg Pisshiri (ピッシリ山), Ainu für „Berg der Steine“, der gleichzeitig die Grenze zwischen Embetsu, Haboro, Horokanai bildet.　Flüsse sind der Haboro (羽幌川, -gawa) und der Chikubetsu (築別川, -gawa).

## Geschichte
Am 3. Februar 1894 wird Haboro als Ortsteil des Dorfes Tomamae gegründet und am 15. Juli 1897 als eigenständiges Dorf (羽幌村, Haboro-mura) ausgegliedert. Am 19. September 1901 wird der Ortsteil Shokambetsu als eigenständiges Dorf ausgegliedert. Am 1. April 1902 wird Haboro zur Gemeinde 2. Klasse, am 1. April 1909 zur Gemeinde 1. Klasse und am 1. Juli 1921 zur Chō ernannt. Am 1. April 1955 wird Teuri (天売村, -mura) und am 1. April 1959 Yagishiri (焼尻村, -mura) eingemeindet. Beide wurden Dezember 1880 aus Tomamae ausgegliedert und am 1. April 1906 zu Gemeinden 2. Klasse ernannt.

## Verkehr

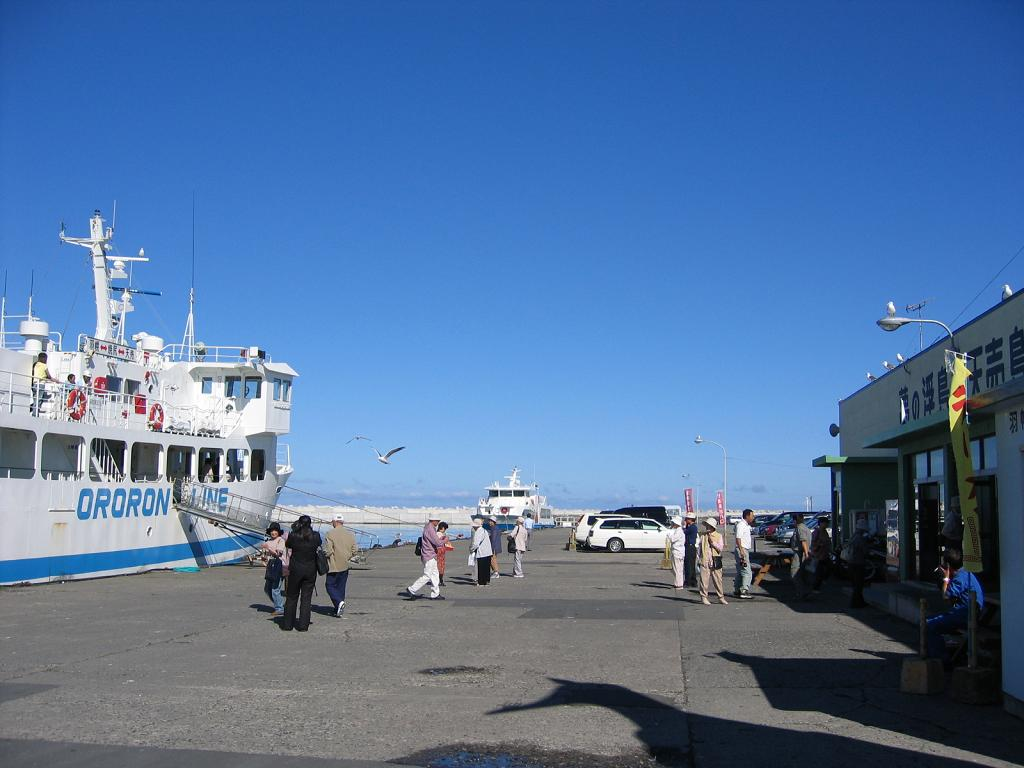
Hafen Haboro

Haboro hat Anschluss an die Nationalstraße 232 nach Teshio und Rumoi. Präfekturstraßen die die Ortsgrenzen durchqueren sind die Präfekturstraßen 255, 356, 437, 547, 548, 612, 741, 747, 762 und 866.
Mittels der Haboro Enkai Ferry (羽幌沿海フェリー, Haboro enkai ferī, dt. „Küstenfähre Haboro“) besteht ein Fährbetrieb zu den beiden vorgelagerten Inseln Teuri und Yagishiri.
Sämtliche frühere Zugverbindungen nach Haboro wurden eingestellt. Die am 30. März 1987 vollständig eingestellte Haboro-Linie der staatlichen JNR nach Rumoi und Horonobe hielt an den Bahnhöfen Haboro und Chikubetsu. Die Haboro-Linie diente ursprünglich dem Kohletransport. Die 1941 eröffnete Haboro Tankō Tetsudō (羽幌炭礦鉄道, dt. „Kohlebahn Haboro“) wurde 1970 beim Schließen der Kohleminen ebenfalls aufgegeben. Diese betrieb die Linien Chikubetsu-Linie (築別駅, Chikubetsu-sen) und Akebono-Linie (曙駅, Akebono-sen) und fuhr neben dem Bahnhof Chikubetsu noch acht weitere an. Weitere waren die Chikubetsu Shinrin Tetsudō (築別森林鉄道, dt. „Forstbahn Chikubetsu“). 1962 wurde von der JNR als Erweiterung der Shinmei-Linie die Meiu-Linie (名羽線, Meiu-sen) begonnen, die jedoch nie fertiggestellt wurde.

## Wirtschaft
Hauptwirtschaftszweige der Stadt sind Fischerei, Landwirtschaft und Tourismus besonders zum Quasinationalpark.

## Bildung
In Haboro befinden sich die Grundschulen Haboro, Teuri und Yagishiri, die Mittelschulen Haboro, Teuri und Yagishiri, sowie die Oberschulen Hokkaidō-Teuri und Hokkaidō-Haboro. Die erste wird dabei von der Stadt und zweite von der Präfektur getragen.

## Städtepartnerschaften
Am 11. September 1979 wurde das Dorf Taira in der Präfektur Toyama Partnerstadt. Als dieses 2004 in die 50.000 Einwohner zählende Großstadt Nanto eingemeindet wurde, ging der Status auf diese über.
Am 1. Oktober 1980 wurde die Kleinstadt Uchinada in der Präfektur Ishikawa Schwesterstadt.

## Angrenzende Städte und Gemeinden
- Unterpräfektur Rumoi:
  - Tomamae
  - Shosambetsu
  - Embetsu
- Unterpräfektur Sorachi:
  - Horokanai